# Box-office France 1993
Cet article traite du box-office cinéma de 1993 en France.

## Les films à plus d'un million d'entrées
| Rang | Titre                          | Pays | Réalisateur                                 | Entrées    |
| ---- | ------------------------------ | ---- | ------------------------------------------- | ---------- |
| 1.   | Les Visiteurs                  |      | Jean-Marie Poiré                            | 13 782 991 |
| 2.   | Aladdin                        |      | John Musker / Ron Clements                  | 7 280 423  |
| 3.   | Jurassic Park                  |      | Steven Spielberg                            | 6 512 665  |
| 4.   | Germinal                       |      | Claude Berri                                | 6 161 776  |
| 5.   | Le Fugitif                     |      | Andrew Davis                                | 3 555 136  |
| 6.   | Dracula                        |      | Francis Ford Coppola                        | 3 166 906  |
| 7.   | Un monde parfait               |      | Clint Eastwood                              | 3 148 826  |
| 8.   | Cliffhanger : Traque au sommet |      | Renny Harlin                                | 2 653 454  |
| 9.   | La Leçon de piano              |      | Jane Campion                                | 2 633 996  |
|      | Le Livre de la jungle (rep)    |      | Wolfgang Reitherman                         | 2 285 936  |
| 10.  | Tout ça… pour ça !             |      | Claude Lelouch                              | 1 887 398  |
| 11.  | Last Action Hero               |      | John McTiernan                              | 1 844 301  |
| 12.  | Héros malgré lui               |      | Stephen Frears                              | 1 703 339  |
| 13.  | Hot Shots! 2                   |      | Jim Abrahams                                | 1 632 022  |
| 14.  | Beethoven 2                    |      | Rod Daniel                                  | 1 608 313  |
| 15.  | Meurtre mystérieux à Manhattan |      | Woody Allen                                 | 1 553 577  |
| 16.  | La Soif de l'or                |      | Gérard Oury                                 | 1 517 890  |
|      | Bambi (rep)                    |      | David Hand / James Algar / Samuel Armstrong | 1 480 229  |
| 17.  | Little Buddha                  |      | Bernardo Bertolucci                         | 1 359 483  |
| 18.  | Proposition indécente          |      | Adrian Lyne                                 | 1 323 191  |
| 19.  | Chérie, j'ai agrandi le bébé   |      | Randal Kleiser                              | 1 306 695  |
| 20.  | Piège en haute mer             |      | Andrew Davis                                | 1 305 889  |
| 21.  | La Firme                       |      | Sydney Pollack                              | 1 291 726  |
| 22.  | Sliver                         |      | Phillip Noyce                               | 1 288 517  |
| 23.  | L'Enfant lion                  |      | Patrick Grandperret                         | 1 255 917  |
| 24.  | Et au milieu coule une rivière |      | Robert Redford                              | 1 242 365  |
| 25.  | Trois Couleurs : Bleu          |      | Krzysztof Kieślowski                        | 1 237 416  |
| 26.  | Made in America                |      | Richard Benjamin                            | 1 175 469  |
| 27.  | Monsieur le député             |      | Jonathan Lynn                               | 1 129 246  |
| 28.  | Forever Young                  |      | Steve Miner                                 | 1 105 415  |
| 29.  | Fortress                       |      | Stuart Gordon                               | 1 082 591  |
| 30.  | Cavale sans issue              |      | Robert Harmon                               | 1 055 219  |
| 31.  | Fanfan                         |      | Alexandre Jardin                            | 1 020 679  |
| 32.  | Sommersby                      |      | Jon Amiel                                   | 1 012 084  |
| 33.  | Ma saison préférée             |      | André Téchiné                               | 1 010 748  |

Par pays d'origine des films (Pays producteur principal)
- États-Unis : 21 films
- France : 8 films
- Australie : 1 film
- Italie : 1 film
- Nouvelle-Zélande : 1 film
- Royaume-Uni : 1 film
- Total : 33 films